# Campeonato de Wimbledon 1914
La edición 38.º del Campeonato de Wimbledon se celebró  entre el 22 de junio y el 4 de julio de 1914 en las pistas del All England Lawn Tennis and Croquet Club de Wimbledon, Londres, Inglaterra.
El cuadro individual masculino lo iniciaron 102 jugadores mientras que el femenino  lo iniciaron 49 tenistas.

## Hechos destacados
En la competición individual masculina se impuso el australiano Norman Brookes logrando el segundo título que obtendría en el torneo al imponerse en la final al neozelandés Anthony Wilding.
En la competición individual femenina la victoria fue para la británica Dorothea Douglass logrando el séptimo título que obtendría en Wimbledon al imponerse a la británica Ethel Larcombe.

## Palmarés
| Seniors              | Vencedor                       | Resultado          | Finalista                              | Finalista |
| -------------------- | ------------------------------ | ------------------ | -------------------------------------- | --------- |
| Individual masculino | Norman Brookes                 | 6–4, 6–4, 7–5      | Anthony Wilding                        |           |
| Individual femenino  | Dorothea Douglass              | 7–5, 6–4           | Ethel Larcombe                         |           |
| Dobles masculino     | Norman Brookes Anthony Wilding | 6–1, 6–1, 5–7, 8–6 | Herbert Roper Barrett Charles P. Dixon |           |
| Dobles femenino      | Elizabeth Ryan Agnes Morton    | 6–1, 6–3           | Edith Hannam Ethel Larcombe            |           |
| Dobles mixto         | Ethel Larcombe James Parke     | 4–6, 6–4, 6–2      | Marguerite Broquedis Anthony Wilding   |           |

## Cuadros Finales

### Torneo individual  femenino
| Predecesor: 1913                           | Campeonato de Wimbledon 1914 | Sucesor: 1919                           |
| Predecesor: Campeonato de Australasia 1914 | Grand Slam 1914              | Sucesor: Campeonato de Australasia 1915 |

- Datos: Q2119696